# Julio Pérez (cantante)
Julio Fernando Pérez Luyo (Perú, 8 de junio de 1967) es un músico, cantante, compositor, productor, profesor de música y actor peruano.

## Carrera
En 1997, Julio Pérez fue llamado por el guitarrista Martín Choy, (ex-Mojarras) fundador de La Sarita, a que sea parte del nuevo proyecto.
En 2017, la banda se disuelve por problemas relacionados con el nombre de la agrupación.
En 2018, regresa con algunos integrantes remplazados por nuevos en el Alternativo Music Festival 2.

### Solista
En el 2014 Julio Pérez decide ser solista paralelamente con la banda La Sarita lanzando ese mismo año su álbum en formato EP llamado Quizá mañana; aunque Julio ya tenía planes de seguir su carrera como solista, luego de una larga trayectoria de 20 años junto a La Sarita. Como solista Julio se alejó un poco del género fusión.

### Actor
En 2017 participó en la película musical Av. Larco, la película, donde interpreta el tema «Más poder» de La Sarita.

## Discografía
Solista
- Quizá mañana (2015)

La Sarita
- Más poder (1999)
- Danza la raza (2003)
- Mamacha Simona (2009)
- Identidad (2012)
- Tributo al Perú (2016)

## Filmografía
- Av. Larco, la película (2017) como Capitán Barragán.[2]